# Jaraczewo (gmina)
Pour les articles homonymes, voir Jaraczewo.
Jaraczewo est une gmina mixte (depuis le 1er janvier 2016) du powiat de Jarocin, Grande-Pologne, dans le centre-ouest de la Pologne. Son siège est la ville de Jaraczewo, qui se situe environ 14 km à l'ouest de Jarocin et 55 km au sud-est de la capitale régionale Poznań.
La gmina couvre une superficie de 132,89 km2 pour une population de 8 281 habitants en 2006.

## Géographie

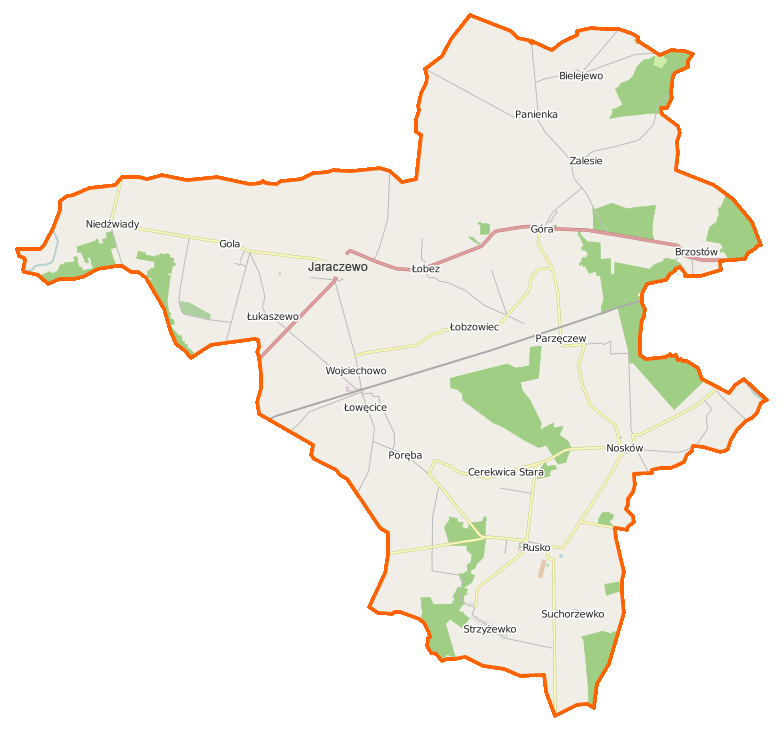
Plan de la gmina.

Outre la ville de Jaraczewo, la gmina inclut les villages de :
- Bielejewo
- Brzostów
- Cerekwica Nowa
- Cerekwica Stara
- Gola
- Góra
- Łobez
- Łobzowiec
- Łowęcice
- Łukaszewo
- Niedźwiady
- Nosków
- Panienka
- Parzęczew
- Poręba
- Rusko
- Strzyżewko
- Suchorzewko
- Wojciechowo
- Zalesie

### Gminy voisines
La gmina de Jaraczewo est bordée des gminy de :
- Borek Wielkopolski
- Dolsk
- Jarocin
- Koźmin Wielkopolski
- Książ Wielkopolski
- Nowe Miasto nad Wartą

## Structure du terrain
D'après les données de 2002, la superficie de la commune de Jaraczewo est de 132,89 km2, répartis comme tel :
- terres agricoles : 76 %
- forêts : 17 %

La commune représente 22,61 % de la superficie du powiat.

## Démographie
Données du 30 juin 2004 :
| Description        | Total  | Total | Femmes | Femmes | Hommes | Hommes |
| ------------------ | ------ | ----- | ------ | ------ | ------ | ------ |
| Unité              | Nombre | %     | Nombre | %      | Nombre | %      |
| population         | 8 257  | 100   | 4 215  | 51     | 4 042  | 49     |
| Densité (hab./km²) | 62,1   | 62,1  | 31,7   | 31,7   | 30,4   | 30,4   |